# Harald Hjalmarsson
Per Harald Hjalmarsson, född 11 mars 1963 i Västra Eds församling i Kalmar län, är en svensk politiker (moderat). Han var riksdagsledamot (tjänstgörande ersättare) 9 mars – 21 juni 2020 för Kalmar läns valkrets.
Hjalmarsson var tjänstgörande ersättare i Sveriges riksdag för Jan R. Andersson under perioden 9 mars – 21 juni 2020.